# Maurizio Lucidi
Pour les articles homonymes, voir Lucidi.
Maurizio Lucidi (né en 1932 à Florence et mort en 2005 à Rome) est un réalisateur, scénariste et monteur italien.

## Biographie
Maurizio Lucidi commence sa carrière dans les années 1960 comme monteur, notamment en 1962 pour Le Fanfaron, film culte de Dino Risi. En 1964, il est directeur adjoint de Pier Paolo Pasolini pour L'Évangile selon saint Matthieu. Réalisateur de vingt-trois films, dont plusieurs westerns spaghetti, Maurizio Lucidi signe ses premiers films du nom de Maurice A. Bright.

## Filmographie partielle

### Comme réalisateur
- 1965 : Le Défi des géants (La sfida dei giganti)
- 1967 : Mon nom est Pécos (Due once di piombo)
- 1967 : Pécos tire ou meurt (Pecos è qui: prega e muori!)
- 1967 : Trois salopards, une poignée d'or (La più grande rapina del west)
- 1968 : La Bataille du Sinaï (La battaglia del Sinai)
- 1969 : Les héros ne meurent jamais (Probabilità zero)
- 1971 : La Victime désignée (La vittima designata)
- 1972 : Amigo, mon colt a deux mots à te dire (Si può fare... amigo)
- 1973 : La Dernière Chance (L'ultima chance)
- 1975 : Deux Cœurs et une chapelle (Due cuori, una cappella)
- 1976 : L'Exécuteur (Gli esecutori)
- 1977 : Il marito in collegio (it)
- 1978 : Tutto suo padre (it)
- 1981 : Il marito in vacanza (it)
- 1981 : Perché non facciamo l'amore? (it)
- 1987 : Il lupo di mare (it)
- 1988 : Nosferatu à Venise (Nosferatu a Venezia) - non crédité
- 1991 : Le Gorille : Le Gorille dans le cocotier — épisode de série télévisée
- 1995 : Il prezzo del denaro - téléfilm
- 1996 : La casa dove abitava Corinne - téléfilm
- 2000 : Un amore a Dondolo - téléfilm

### Comme monteur
- 1959 : Les Noces vénitiennes (La prima notte) de Alberto Cavalcanti
- 1960 : Capitaine Morgan (Morgan il pirata) d'André de Toth et Primo Zeglio
- 1961 : Hercule à la conquête de l'Atlantide (Ercole alla conquista di Atlantide) de Vittorio Cottafavi
- 1961 : Les Tartares (I tartari) de Richard Thorpe et Ferdinando Baldi
- 1962 : Le Fanfaron (Il sorpasso) de Dino Risi
- 1962 : Sexy au néon (Sexy al neon) de Ettore Fecchi (it)
- 1963 : Les Monstres (I mostri) de Dino Risi
- 1963 : Le Succès (Il successo) de Dino Risi et Mauro Morassi
- 1964 : Les Cent Cavaliers (I cento cavalieri) de Vittorio Cottafavi
- 1964 : Amore facile de Gianni Puccini
- 1967 : Un dollar entre les dents (Un dollaro tra i denti) de Luigi Vanzi